# ياروسلاف دروبني (لاعب كرة قدم)

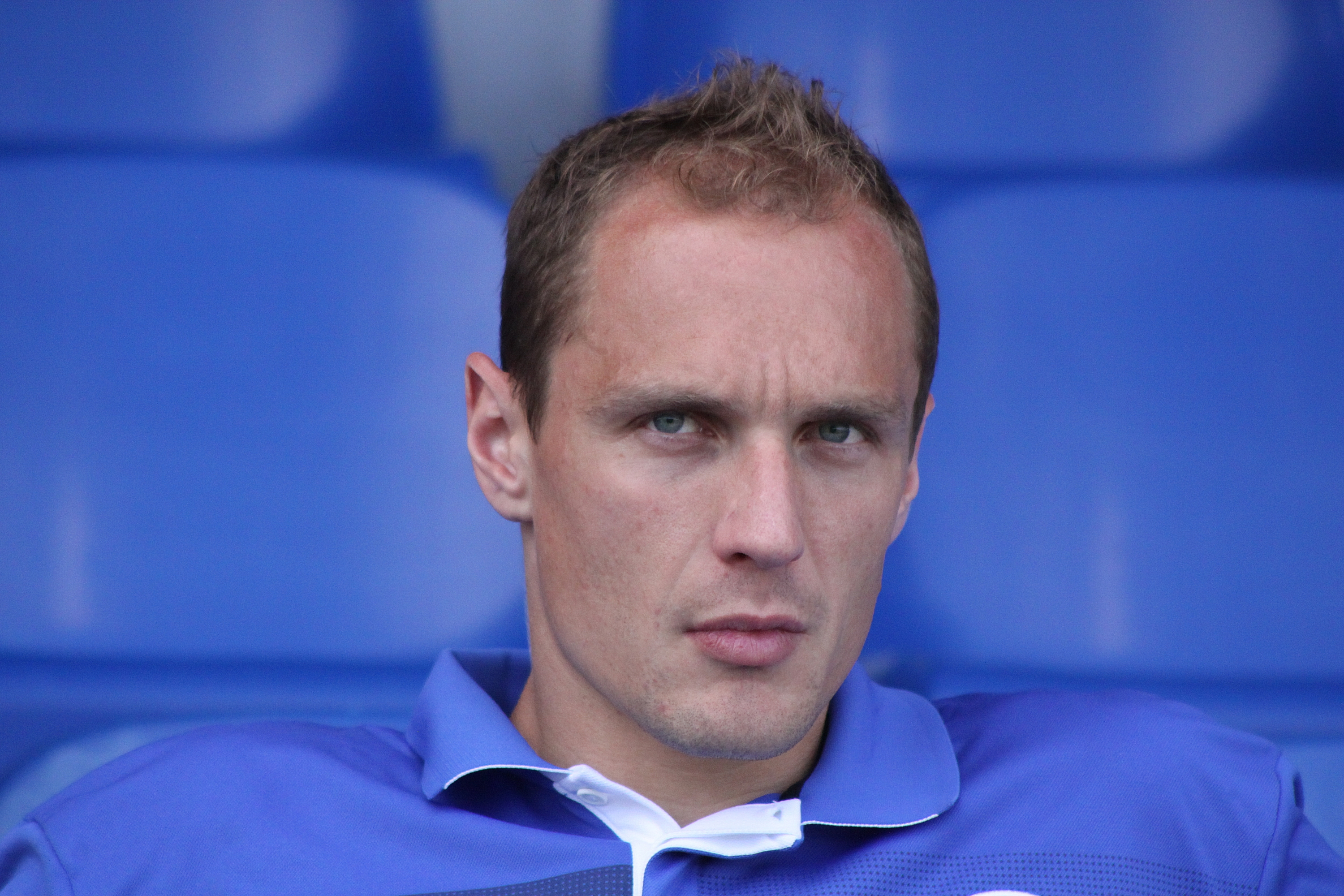

ياروسلاف دروبني (بالتشيكية: Jaroslav Drobný)‏ (مواليد 18 أكتوبر 1979 في بوتشاتكي - تشيكوسلوفاكيا) لاعب كرة قدم تشيكي يلعب حاليا لصالح نادي الدرجة الأولى الألماني هامبورغ منذ 2010 في مركز حارس مرمى . كان يلعب لنادي هرتا برلين الألماني منذ 2007 قبل أنتقاله لهامبورغ.

## روابط خارجية
- ياروسلاف دروبني على موقع الاتحاد الدولي (مؤرشف)  (الإنجليزية)
- ياروسلاف دروبني على موقع الاتحاد الأوربي (الإنجليزية)
- ياروسلاف دروبني على موقع الاتحاد التشيكي (الإنجليزية)
- ياروسلاف دروبني على موقع قاعدة بيانات كرة القدم.إي يو (الإنجليزية)
- ياروسلاف دروبني على موقع بيانات كرة القدم. دي إي (الألمانية)
- ياروسلاف دروبني على موقع ناشيونال فوتبول تيمز (الإنجليزية)
- ياروسلاف دروبني على موقع Soccerbase.com (لاعب) (الإنجليزية)
- ياروسلاف دروبني على موقع Soccerway.com (الإنجليزية)
- ياروسلاف دروبني على موقع عالم كرة القدم.نت (الإنجليزية)
- ياروسلاف دروبني على موقع أوليمبيديا (الإنجليزية)